# Stichaeus fuscus
Stichaeus fuscus is een straalvinnige vissensoort uit de familie van stekelruggen (Stichaeidae). De wetenschappelijke naam van de soort is voor het eerst geldig gepubliceerd in 1986 door Miki & Maruyama.